# 今野龍太
今野 龍太（こんの りゅうた、1995年5月11日 - ）は、宮城県玉造郡岩出山町（現：大崎市）出身のプロ野球選手（投手）。右投右打。東北楽天ゴールデンイーグルス所属。

## 経歴

### プロ入り前
小学校2年生の時に地元のスポーツ少年団・岩出山フェニックスで野球を始めると、岩出山中学校時代には軟式野球部に所属した。
宮城県岩出山高等学校への進学後は、1年時よりベンチ登録。
2013年には部員わずか11人で臨んだ春季宮城県北部地区大会での準優勝によって、チームを30大会ぶり（東日本大震災直後で春の大会が中止された2011年を含めると31年ぶり）に春季宮城県大会出場へ導いた。宮城県大会の初戦で宮城県鹿島台商業高等学校打線から19三振を奪うなど、地区・県大会を通じて、登板6試合中4試合で2桁奪三振を記録。通算53イニングで43安打24失点を許しながらも、69三振を奪った。また、全6試合を1人で投げ抜き、1完封を含む4完投勝利を記録した。
3年夏の宮城県大会では、宮城県米谷工業高等学校と対した初戦（2回戦）で6者連続を含む16奪三振とノーヒットノーランを達成。許した走者は四球1、死球3、味方の失策5人で、チーム5年ぶりの県大会初戦突破に貢献した。3回戦の聖和学園戦では毎回の12三振を奪うが、8回9安打5失点で完投負けを喫した。この3回戦進出が在校中の最高成績で、春夏ともに甲子園での全国大会出場の実績はない。なお、今野とバッテリーを組んでいた同級生で主将の山田裕之は、卒業後の2015年春から宮城県高等学校野球連盟所属の現役最年少審判として活動している。
2013年10月24日に行われたドラフト会議では、東北楽天ゴールデンイーグルスから9位指名を受け、出来高分（1000万円）を含めた契約金1500万円、年俸440万円（金額は推定）という条件で入団した。背番号は99。支配下登録選手としての入団が前提の指名選手としては最後（76番目）の指名で、会議前日に今野の投球をビデオで見た一軍監督の星野仙一（当時）が、「面白い。ええやないか」と評価したことで指名が実現したという。

### 第1次楽天時代
2014年は、速球で150km/hを出すことを最初の目標として、 ウエイトトレーニングや下半身強化に取り組んだ結果、入団時から体重が7kg増加。イースタン・リーグ公式戦では、4月19日の対北海道日本ハムファイターズ戦で150km/hを、その後の試合では153km/hを計測した。新人・若手選手を積極的に起用する星野の方針で、8月17日にプロ入り後初の一軍昇格。一軍公式戦では、8月21日の対日本ハム戦（旭川スタルヒン球場）での救援登板を皮切りに、通算5試合に登板した。4人の新人投手だけで継投した8月27日の対埼玉西武ライオンズ戦（楽天koboスタジアム宮城）では、先発・松井裕樹、2番手・相原和友に次ぐ3番手として8回表一死から登板すると、ソロ本塁打で1点を失いながらも二死を取ったうえで西宮悠介につないだ。
2015年は、イースタン・リーグ公式戦では17試合の登板で4勝を記録。一軍公式戦でも2試合に登板した。シーズン終了後の10月8日には、翌2016年シーズンから監督へ就任する梨田昌孝が自身の希望で背番号99を着用することを受けて背番号を69に変更することが球団から発表された。しかし、二軍調整中の7月に右膝外側の半月板を痛めて10月14日に患部の縫合手術を受けたことから、球団は10月26日に今野の支配下選手契約を解除し、11月19日に育成選手として再び契約を結んだ。そのため、背番号69を着用しないまま、背番号を090へ変更した。
2016年は、前年に受けた手術のリハビリに専念したため、実戦への登板は見送られた。育成選手に関するNPBの規約に沿って、10月31日にいったん自由契約選手として公示され、後に育成選手として再契約した。
2017年、オープン戦を3試合続けて無失点で凌いだことを受けて、レギュラーシーズン開幕直後の4月6日に、球団から支配下登録選手への復帰と出場選手登録が発表された。背番号は98。4月12日の対西武戦（Koboスタ宮城）で一軍公式戦2年ぶりの登板を果たした。一軍公式戦への登板はこの試合だけだったが、イースタン・リーグの公式戦では、17試合の登板で1勝3セーブ、防御率1.71という好成績を残した。6月には、楽天への入団1年目から交際していた高校時代の同級生と結婚した。
2018年は、6月8日の対広島東洋カープ戦で、3回表無死満塁というピンチからの救援でシーズン初登板を迎え、3つの三振を奪うなどの好投で2イニングを無失点に抑えた。7月14日には、第100回全国高等学校野球選手権記念宮城大会の開幕戦（いずれも楽天生命パーク）で始球式に臨んだ。楽天球団による野球普及活動の一環による登場で、宮城大会の始球式を務めた現役のプロ野球選手は、今野が初めてである。最終的に、一軍公式戦では3試合に登板。勝敗は付かなかったものの、防御率は1.80だった。イースタン・リーグの公式戦では、チームトップの46試合に登板し、2勝2敗1セーブ、防御率4.76を記録した。
2019年は、5月15日の対日本ハム戦（楽天生命パーク）で、4点ビハインドの5回表に一軍公式戦のシーズン初登板を果たすと、3回無失点の好投でチームのサヨナラ勝利につなげた。5月18日の対千葉ロッテマリーンズ戦（ZOZOマリンスタジアム）で、自身および、宮城県のアマチュア球界から直接楽天へ入団した投手としての一軍公式戦初勝利を記録。5月25日には第一子（長男）を授かった。しかし、最終的に一軍公式戦には4試合へ登板しただけで、レギュラーシーズン終了後の10月18日に球団から戦力外通告を受けた。「家族のためにももう少し野球を続けたい」という意向で、NPB他球団での現役続行を希望していたが、11月12日の12球団合同トライアウト（大阪シティ信金スタジアム）には参加しなかった。

### ヤクルト時代

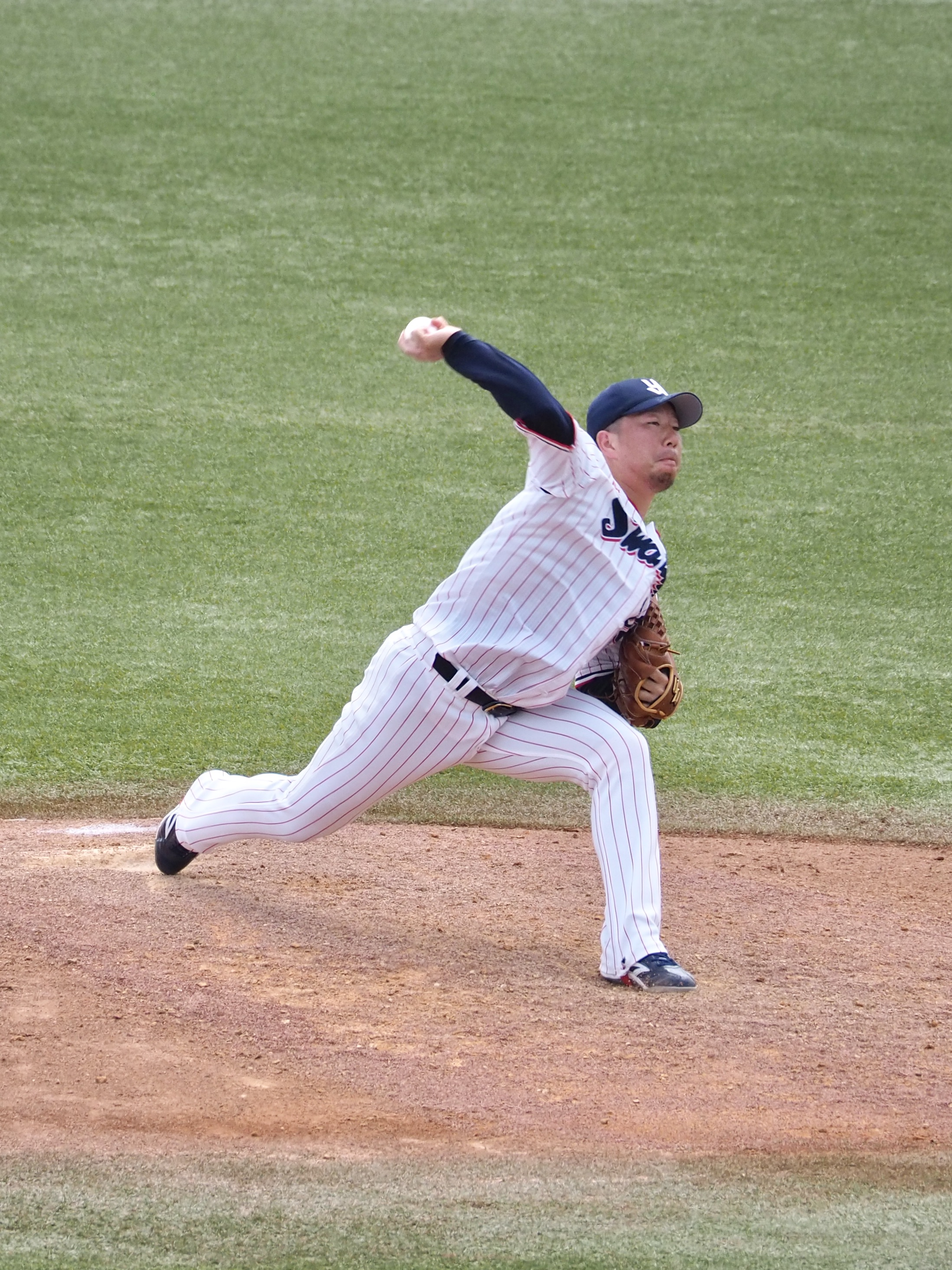
ヤクルト時代
（2021年7月28日 明治神宮野球場）

2019年11月13日に、東京ヤクルトスワローズへ入団し、翌14日から秋季松山キャンプに合流することが発表された。キャンプ終了後の12月2日付でNPBから自由契約選手として公示され、12月4日にヤクルトとの間で支配下選手契約を正式に結んだ。推定年俸は600万円で、背番号は楽天時代に前述した事情で着用できなかった69。
2020年は、新型コロナウイルス感染拡大の影響で開幕が遅れたが、オープン戦で好投し、自身初の開幕メンバー入りを果たした。6月19日に行われた中日ドラゴンズとの開幕戦では、延長10回に移籍後初登板したが、1回2失点（自責点0）で敗戦投手となった。その後もビハインドの場面で登板を重ねたが8月31日に登録抹消となった。10月6日に再登録されると、そのままシーズン終了まで一軍に帯同した。最終的に、一軍公式戦で20試合に登板し0勝1敗、防御率2.84の成績を残した。奪三振率はクローザーの石山泰稚を超える12.79を記録した（25回1/3で奪三振36）。オフには200万円増となる推定年俸800万円で契約を更改した。
2021年は、4月23日の中日戦で移籍後初勝利を挙げた。清水昇、スコット・マクガフに繋ぐ勝ちパターンを任され、最終的にチーム3位の64試合登板で35HP（7勝28ホールド）を記録し、球団6年ぶりの優勝に貢献した。日本シリーズの第5戦でポストシーズン初登板した。オフには2400万円増となる推定年俸3200万円で契約を更改した。
2022年は、2年連続となる50試合以上登板を達成。後半に調子を落とし、前年より成績を落とすもチームの連覇に貢献した。
2023年8月13日の阪神タイガース戦 (京セラドーム大阪) の5回裏の登板中に、梅野隆太郎に死球を与えてしまい、梅野は左手首を骨折した。更に球団ホームページでは、当日の今野の投球を絶賛するかのような記事を掲載したため批判の声が上がった。以降今野は一軍登録を抹消され、他のリリーフ陣と共に不調に陥り、26試合の登板にとどまった。
2024年は移籍後最少となる6試合の登板にとどまった。11月28日、700万円減となる推定年俸2700万円で契約を更改した。

### 第2次楽天時代
2024年12月6日に、金銭トレードにて古巣の楽天に復帰することが両球団から発表された。背番号は第1次楽天時代に使用した99をひっくり返した66となり、入団会見では「180度変わった姿をお見せできるように頑張っていきたい」と語った。

## 選手としての特徴
最速153km/hの速球が武器。変化球はカットボール、フォーク、カーブを中心に投げ、稀にスライダーも投げる。

## 詳細情報

### 年度別投手成績
| 年 度      | 球 団      | 登 板 | 先 発 | 完 投 | 完 封 | 無 四 球 | 勝 利 | 敗 戦 | セ 丨 ブ | ホ 丨 ル ド | 勝 率 | 打 者 | 投 球 回 | 被 安 打 | 被 本 塁 打 | 与 四 球 | 敬 遠 | 与 死 球 | 奪 三 振 | 暴 投 | ボ 丨 ク | 失 点 | 自 責 点 | 防 御 率 | W H I P |
| ---------- | ---------- | ----- | ----- | ----- | ----- | -------- | ----- | ----- | -------- | ----------- | ----- | ----- | -------- | -------- | ----------- | -------- | ----- | -------- | -------- | ----- | -------- | ----- | -------- | -------- | ------- |
| 2014       | 楽天       | 5     | 0     | 0     | 0     | 0        | 0     | 0     | 0        | 0           | ----  | 25    | 5.1      | 9        | 2           | 0        | 0     | 0        | 1        | 0     | 0        | 5     | 5        | 8.44     | 1.69    |
| 2015       | 楽天       | 2     | 0     | 0     | 0     | 0        | 0     | 0     | 0        | 0           | ----  | 17    | 3.1      | 4        | 1           | 3        | 0     | 1        | 1        | 0     | 0        | 4     | 4        | 10.80    | 2.10    |
| 2017       | 楽天       | 1     | 0     | 0     | 0     | 0        | 0     | 0     | 0        | 0           | ----  | 6     | 1.0      | 2        | 1           | 1        | 0     | 0        | 1        | 0     | 0        | 3     | 3        | 27.00    | 3.00    |
| 2018       | 楽天       | 3     | 0     | 0     | 0     | 0        | 0     | 0     | 0        | 0           | ----  | 22    | 5.0      | 4        | 0           | 4        | 1     | 0        | 6        | 0     | 0        | 1     | 1        | 1.80     | 1.60    |
| 2019       | 楽天       | 4     | 0     | 0     | 0     | 0        | 1     | 0     | 0        | 0           | 1.000 | 44    | 9.0      | 13       | 1           | 3        | 0     | 1        | 7        | 1     | 0        | 10    | 10       | 10.00    | 1.78    |
| 2020       | ヤクルト   | 20    | 0     | 0     | 0     | 0        | 0     | 1     | 0        | 0           | .000  | 113   | 25.1     | 23       | 1           | 13       | 2     | 0        | 36       | 4     | 0        | 10    | 8        | 2.84     | 1.42    |
| 2021       | ヤクルト   | 64    | 0     | 0     | 0     | 0        | 7     | 1     | 0        | 28          | .875  | 268   | 62.0     | 55       | 1           | 25       | 0     | 3        | 63       | 2     | 0        | 19    | 19       | 2.76     | 1.29    |
| 2022       | ヤクルト   | 51    | 0     | 0     | 0     | 0        | 1     | 2     | 1        | 16          | .333  | 198   | 46.0     | 45       | 4           | 16       | 1     | 2        | 37       | 2     | 1        | 22    | 19       | 3.72     | 1.33    |
| 2023       | ヤクルト   | 26    | 0     | 0     | 0     | 0        | 1     | 0     | 0        | 2           | 1.000 | 133   | 31.0     | 31       | 4           | 10       | 1     | 2        | 13       | 1     | 0        | 13    | 13       | 3.77     | 1.32    |
| 2024       | ヤクルト   | 6     | 0     | 0     | 0     | 0        | 0     | 0     | 0        | 1           | ----  | 28    | 6.1      | 7        | 0           | 3        | 1     | 0        | 4        | 0     | 0        | 0     | 0        | 0.00     | 1.58    |
| 通算：10年 | 通算：10年 | 182   | 0     | 0     | 0     | 0        | 10    | 4     | 1        | 47          | .714  | 854   | 194.1    | 193      | 15          | 78       | 6     | 9        | 169      | 10    | 1        | 87    | 82       | 3.80     | 1.40    |

- 2024年度シーズン終了時
- 各年度の太字はリーグ最高

### 年度別守備成績
| 年 度 | 球 団    | 投手  | 投手  | 投手  | 投手  | 投手  | 投手     |
| 年 度 | 球 団    | 試 合 | 刺 殺 | 補 殺 | 失 策 | 併 殺 | 守 備 率 |
| ----- | -------- | ----- | ----- | ----- | ----- | ----- | -------- |
| 2014  | 楽天     | 5     | 0     | 2     | 0     | 0     | 1.000    |
| 2015  | 楽天     | 2     | 0     | 0     | 0     | 0     | ----     |
| 2017  | 楽天     | 1     | 0     | 0     | 0     | 0     | ----     |
| 2018  | 楽天     | 3     | 0     | 1     | 0     | 0     | 1.000    |
| 2019  | 楽天     | 4     | 1     | 3     | 0     | 0     | 1.000    |
| 2020  | ヤクルト | 20    | 2     | 4     | 2     | 0     | .750     |
| 2021  | ヤクルト | 64    | 3     | 11    | 1     | 0     | .933     |
| 2022  | ヤクルト | 51    | 1     | 5     | 0     | 0     | 1.000    |
| 2023  | ヤクルト | 26    | 2     | 4     | 0     | 0     | 1.000    |
| 2024  | ヤクルト | 6     | 0     | 2     | 0     | 1     | 1.000    |
| 通算  | 通算     | 182   | 9     | 32    | 3     | 1     | .932     |

- 2024年度シーズン終了時

### 表彰
- 東鉄工業 presents 燕の下の力持ち賞（2021年9・10月度[42]）

### 記録
初記録
- 初登板：2014年8月20日、対北海道日本ハムファイターズ16回戦（旭川スタルヒン球場）、8回裏に3番手で救援登板、1回無失点
- 初奪三振：2014年9月10日、対オリックス・バファローズ20回戦（楽天Koboスタジアム宮城）、9回表に原拓也から空振り三振
- 初勝利：2019年5月18日、対千葉ロッテマリーンズ8回戦（ZOZOマリンスタジアム）、6回裏に2番手で救援登板、2回無失点
- 初ホールド：2021年4月22日、対広島東洋カープ6回戦（MAZDA Zoom-Zoom スタジアム広島）、6回裏に3番手で救援登板、1回無失点
- 初セーブ：2022年6月9日、対オリックス・バファローズ3回戦（京セラドーム大阪）、9回裏に6番手で救援登板・完了、1回無失点
- 初先発登板：2025年7月9日、対埼玉西武ライオンズ11回戦（ベルーナドーム）、2回無失点で勝敗つかず[43]

その他の記録
- 1球勝利：2021年10月1日、対広島東洋カープ20回戦（MAZDA Zoom-Zoom スタジアム広島）、7回裏二死に2番手で救援登板、1/3回無失点 ※史上45人目46度目

### 背番号
- 99（2014年[3] - 2015年）
- 090（2016年[16] - 2017年4月5日）
- 98（2017年4月6日[18] - 2019年）
- 69（2020年[28] - 2024年）
- 66（2025年[39] - ）

### 登場曲
- 「君に贈る詩」DUFF（2014年 - 2015年）
- 「太陽に向かって咲く花」N.O.B.U!!!（2016年 - 2017年）
- 「いま、太陽に向かって咲く花」NOBU（2018年 - 2019年）
- 「プライド」高橋優（2020年 - ）